# Dennis Oppenheim
Dennis Oppenheim   (Electric City, 6 de setembre de 1938 - Nova York, 21 de gener de 2011) fou artista gràfic i escultor estatunidenc de renom internacional.

## Biografia
Oppenheim va néixer a l'estat de Washington el 1938 i es va formar en l'Escola d'Arts i Oficis de Califòrnia. El 1967 es va traslladar a Nova York, on va residir i treballar des de llavors. Després d'entrar en contacte amb les generacions d'artistes estatunidencs més importants del segle xx, es va convertir en un dels precursors de l'art conceptual, sent pioner com artista de performances.
El seu reconeixement públic va arribar a la fi de la dècada dels anys 60 com a representant, juntament amb altres artistes, del moviment Earth Art. Va ser un dels artistes contemporanis de primera magnitud en el panorama internacional.

## Obra

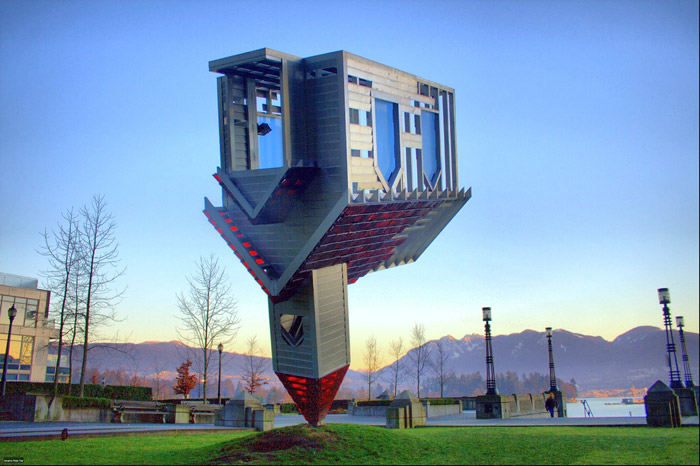
Device to root out evil, Vancouver (Canadà)

L'obra d'Oppenheim està present en més de 70 dels principals museus, col·leccions i espais públics de tot el món. Les seves obres van poder veure's en el Museu Reina Sofia de Madrid el 2005 i també a través d'una retrospectiva organitzada pel museu-Fundació Cristóbal Gabarrón a Valladolid el 2004, que va viatjar posteriorment al Círculo de Bellas Artes de Madrid i a altres ciutats.
Així mateix, té obres públiques permanents en tres localitats espanyoles:
- Stage Set for a Film (Decorat per a una Pel·lícula), instal·lada al Passeig de Zorrilla de Valladolid el 1998
- Crystal Garden (Jardí de Cristall), inaugurada en el municipi madrileny de Navalcarnero al febrer de 2007
- Device to Root out Evil, instal·lada en la ciutat de Palma el 1997 i que és una rèplica de la realitzada el 1966 a Venècia pel mateix autor.